# Frederik Vad
Frederik Vad, né le 1er septembre 1994 à Horsens (Danemark), est un homme politique danois, membre de la Social-démocratie.

## Biographie
Frederik Vad est diplômé d'un bachelor en journalisme obtenu en 2016 à l'université de Roskilde.
Il est engagé au sein de la Social-démocratie, et occupe des responsabilités dans son organisation de jeunesse à partir de 2009 dans des sections locales, et jusqu'en 2022 dans la direction nationale.
Il est élu député au Folketing lors des élections législatives du 1er novembre 2022.